# Serbisk-ortodoxa kyrkans högsta kyrkliga domstol
Serbisk-ortodoxa kyrkans högsta kyrkliga domstol, eller enbart Högsta kyrkliga domstolen (serbisk kyrilliska: Велики црквени суд; latinska: Veliki crkveni sud), är en domstol för lekmän, präster, och munkar, samt äktenskapliga och kyrkliga tvister inom den Serbisk-ortodoxa kyrkan.

## Domstolens struktur
Serbisk-ortodoxa kyrkans högsta kyrkliga domstol består av:
- tre biskopar som tillhör kyrkans heliga synod
- två hedersmedlemmar bland präster som är gifta och två suppleanter som synoden har valt, med en mandatperiod på fyra år.
- prästtjänsteman